# Campionati europei di sci alpinismo 2009
I Campionati europei di sci alpinismo 2009 sono stati la 5ª edizione della competizione continentale di sci alpinismo. Si sono svolti dal 19 al 24 febbraio 2009 a Tambre, in Italia. 

## Podi

### Maschili
| Evento         | Oro                                                                      | Argento                                                                                                  | Bronzo                                                               |
| Individuale    | Yannick Buffet                                                           | Manfred Reichegger                                                                                       | Lorenzo Holzknecht                                                   |
| Vertical       | Kílian Jornet Burgada                                                    | Tony Sbalbi                                                                                              | Yannick Buffet                                                       |
| Combinata      | Yannick Buffet                                                           | Manfred Reichegger                                                                                       | Lorenzo Holzknecht                                                   |
| Gara a squadre | Italia Matteo Eydallin Denis Trento                                      | Italia Lorenzo Holzknecht Guido Giacomelli                                                               | Italia Manfred Reichegger Dennis Brunod                              |
| Staffetta      | Italia Lorenzo Holzknecht Manfred Reichegger Dennis Brunod Damiano Lenzi | Spagna Javier Martín de Villa Joan Maria Vendrell Martínez Manuel Pérez Brunicardi Kílian Jornet Burgada | Svizzera Florent Troillet Marcel Marti Yannick Ecoeur Pierre Bruchez |

### Femminili
| Evento         | Oro                                                                | Argento                                                               | Bronzo                                                  |
| Individuale    | Roberta Pedranzini                                                 | Francesca Martinelli                                                  | Gloriana Pellissier                                     |
| Vertical       | Roberta Pedranzini                                                 | Mireia Miró Varela                                                    | Francesca Martinelli                                    |
| Combinata      | Roberta Pedranzini                                                 | Francesca Martinelli                                                  | Nathalie Etzensperger                                   |
| Gara a squadre | Italia Francesca Martinelli Roberta Pedranzini                     | Svizzera Gabrielle Magnenat Nathalie Etzensperger                     | Andorra Ariadna Tudel Cuberes Sophie Dusautoir Bertrand |
| Staffetta      | Italia Roberta Pedranzini Gloriana Pellissier Francesca Martinelli | Svizzera Gabrielle Magnenat Nathalie Etzensperger Séverine Pont-Combe | Francia Véronique Lathuraz Corinne Favre Laëtitia Roux  |

## Medagliere
| Posiz. | Nazione  | Oro | Argento | Bronzo | Totale |
| ------ | -------- | --- | ------- | ------ | ------ |
| 1      | Italia   | 7   | 5       | 5      | 17     |
| 2      | Francia  | 2   | 1       | 2      | 5      |
| 3      | Spagna   | 1   | 2       | 0      | 3      |
| 4      | Svizzera | 0   | 2       | 2      | 4      |
| 5      | Andorra  | 0   | 0       | 1      | 1      |
| Totale | Totale   | 10  | 10      | 10     | 30     |